# 新・明日に向って撃て!
『新・明日に向って撃て!』（Butch and Sundance: The Early Days）は、リチャード・レスター監督、アラン・バーンズ脚本による1979年の西部劇映画である。1969年の『明日に向って撃て!』の前日譚であり、ブッチ・キャシディとサンダンス・キッドの若年期が描かれる。
第52回アカデミー賞ではウィリアム・ウェア・テイスが衣裳デザイン賞にノミネートされた。

## キャスト
| 役名                   | 俳優                   | 日本語吹替                                                                       |
| 役名                   | 俳優                   | フジテレビ版                                                                     |
| ---------------------- | ---------------------- | -------------------------------------------------------------------------------- |
| ブッチ・キャシディ     | トム・ベレンジャー     | 岡本富士太                                                                       |
| サンダンス・キッド     | ウィリアム・カット     | 高岡健治                                                                         |
| メリー・パーカー       | ジル・アイケンベリー   | 芝田清子                                                                         |
| O・C・ハンクス         | ブライアン・デネヒー   | 飯塚昭三                                                                         |
| レイ・ブレッソー保安官 | ジェフ・コーリー       | 石井敏郎                                                                         |
| ハーヴェイ・ローガン   | ジョン・シュック       | 藤本譲                                                                           |
| ビル・トッド・カーパー | クリストファー・ロイド | 伊井篤史                                                                         |
| ワイオミング州知事     | アーサー・ヒル         | 糸博                                                                             |
| ジョー・レフォース     | ピーター・ウェラー     | 池田勝                                                                           |
| 不明 その他            |                        | 榊原良子 塚田恵美子 好村俊子 中川まり子 芝夏美 山田俊司 岡和男 河西喜義 沢木郁也 |
|                        |                        |                                                                                  |
| 演出                   | 演出                   | 山田悦司                                                                         |
| 翻訳                   | 翻訳                   | 山田実                                                                           |
| 効果                   | 効果                   | スリーサウンド                                                                   |
| 調整                   | 調整                   | 近藤勝之                                                                         |
| 制作                   | 制作                   | コスモプロモーション                                                             |
| 解説                   | 解説                   | 高島忠夫                                                                         |
| 初回放送               | 初回放送               | 1981年11月21日 『ゴールデン洋画劇場』                                            |

※日本語吹替はDVD収録。(正味約94分)